# Universitat Basca d'Estiu
La Universitat Basca d'Estiu (en basc i oficialment: Udako Euskal Unibertsitatea, UEU) és una institució universitària creada el 1973, que ofereix cursos universitaris en col·laboració amb la Universitat del País Basc, la Universitat de Mondragón, la Universitat Pública de Navarra, la Universitat de Deusto i la Universitat de Pau i Pays de l'Adour (Baiona).
La UEU té la seu principal al Palau de Markeskua (Eibar). Encara que el nom oficial sigui Universitat Basca d'Estiu, la institució ofereix cursos universitaris tot l'any i no només a l'estiu. Actualment, és una organització sense ànim de lucre i el 1990 va ser reconeguda com a entitat d'utilitat pública en considerar-se que promou l'interès general en el camp de la recerca, l'aprenentatge i la divulgació, principalment en l'àmbit universitari, a través dels múltiples serveis que ofereix de caràcter pedagògic i cultural.
Des del 1999, els cursos s'imparteixen durant tot l'any i en diverses localitats. Després de gairebé 50 anys, gràcies a aquest procés social impulsat i liderat per la UEU, s'ha aconseguit fer alguns passos significatius en la inclusió del basc en la universitat. Així, el 2019, gairebé tots els graus universitaris també es poden estudiar en basc de forma presencial en alguna de les universitats del País Basc, s'han publicat més de 400 llibres en basc sobre 27 disciplines universitàries i regularment s'organitzen congressos en basc per a professionals i acadèmics.
Actualment, la UEU té la seu principal al Palau de Markeskua (Eibar) i 1.200 socis. La institució organitza formació universitària en basc en diferents formats: postgraus, cursos especialitzats, seminaris, congressos professionals, formació dirigida a docents i professionals, cursos d'estiu i projectes de recerca. També ofereix estudis de postgrau.
L'oferta de la UEU abasta la Comunitat autònoma del País Basc, Navarra i el País Basc del Nord, per tal com el seu objectiu és impulsar una universitat bascòfona de qualitat a tot el territori del País Basc.

## Història
El 1977, els cursos d'estiu de la UEU es van traslladar a Pamplona i es van convertir, any rere any, en el punt de trobada que permetia la formació de professorat i la creació de materials que es van anar incorporant a l'oferta de noves assignatures de les universitats oficials. Amb el temps, es van arribar a oferir anualment entre 40 i 50 cursos d'estiu a Pamplona: el 1995, se'n van fer 45 distribuïts en 26 departaments, amb un total de 750 hores lectives (entre classes, pràctiques, seminaris i sortides) i més de 650 participants. Anualment, es van publicar una mitjana de 10 llibres. Una prova de l'èxit i la contribució d'aquests cursos, malgrat els recursos econòmics limitats, és que, el 1995, el nombre total de professors i alumnes universitaris que desenvolupaven la seva tasca en basc no superava les 4.000 persones, de què 650 participaven en la UEU.

## Publicacions
La UEU va publicar el primer llibre el 1977 i, fins al 2018, n'havia publicat 419. En l'àmbit de l'edició de llibres, des del començament ha perseguit dos objectius: d'una banda, crear una infraestructura bibliogràfica i, d'una altra, desenvolupar la terminologia i la sintaxi del basc per als textos universitaris. La versió electrònica de la majoria dels llibres publicats per la UEU és d'accés públic a la biblioteca digital Buruxkak.

## Cursos de formació
Des del 1973, la UEU ha impartit més de 1.800 cursos de formació universitària. El 2003, es van començar a impartir cursos en línia, amb el MOOC Android programazioaren hastapenak (Introducció a la programació en Android).
Els cursos sempre han estat organitzats des de les seccions temàtiques de la UEU.

## Congressos professionals i acadèmics
Des del 1996, la UEU ha organitzat més de 30 congressos, entre els quals:
- XI Congrés d'Informàtics Bascòfons
- V Trobades de Glotodidàctica
- III Trobades de Ciències Naturals
- V Trobades d'Història[13]
- III Trobades de Matemàtiques[14]
- III Trobades d'Investigadors en Ciències de la Salut[15]
- III Trobades de Lingüistes Bascòfons[16]
- II Trobades En Arquitectura, en Basc?[17]
- II Trobades de Psicòlegs[18]
- I Trobades de Pedagogia: Com aconseguir una escola inclusiva al País Basc?[19]

## Bases de dades i serveis d'Internet

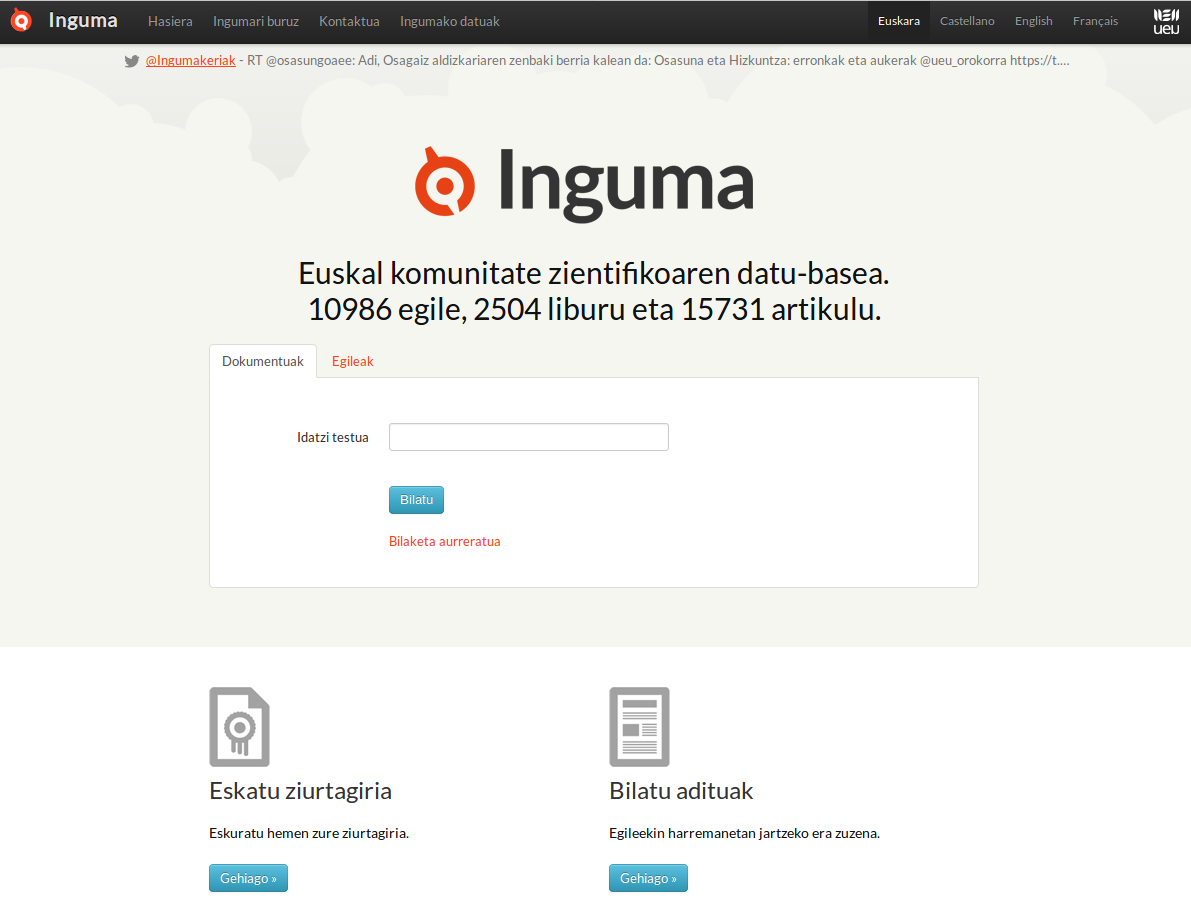
Base de dades sobre producció científica Inguma.

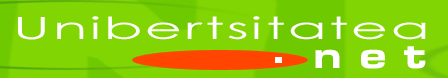
Portal Unibertsitatea.net

La UEU fa anys que crea projectes associats a les noves tecnologies per respondre a les necessitats formatives, entre què:
- Otarrea: és una recopilació de treballs, informes, anotacions i altres tipus de documents universitaris per ser compartits de forma lliure amb llicència Creative Commons.[20]
- Tesiker: és una base de dades que ofereix informació i accés a més de 450 tesis que han estat publicades en basc.[21] Aquest servei web s'ofereix des del lloc del govern basc després d'haver estat recollit per la UEU.
- Unibertsitatea.net: el portal universitari Unibertsitatea.net publica notícies sobre la comunitat universitària basca, entre què 140 entrevistes a joves investigadors[22] i 10 blogs (d'economia, processament del llenguatge, art, medi ambient...).
- Ikasgela birtuala: és una plataforma basada en Moodle que serveix com a suport per a l'oferta en línia de la UEU.[23]

## Comunitat d'investigadors joves

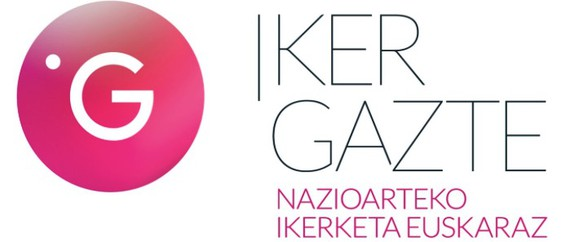
Congrés Ikergazte

Des del 2012, la UEU ha promogut la creació d'una comunitat de joves investigadors amb l'objectiu d'impulsar el coneixement i l'intercanvi multidisciplinaris. Les seves activitats més rellevants són: 
- Congrés Ikergazte: s'organitza cada dos anys des del 2015.[24] Sempre ha reunit més de 200 participants i s'hi han presentat més de 140 articles.[25]
- Concurs Txiotesia: amb el mateix objectiu de fomentar el coneixement mutu i també cada dos anys, des del 2012 s'ha organitzat aquest concurs. Els participants descriuen el seu treball de tesi doctoral en tan sols sis tuits.[26]
- Entrevistes al portal web: el portal Unibertsitatea.net ha entrevistat més de 120 investigadors.[22]